# Пипия, Вахтанг Ахрович
Вахтанг Ахрович Пипия (абх. Вахтанг Ахра-иҧа Ҧиҧия; род. 13 октября 1960 Ткварчели Абхазская ССР) — член Правительства Республики Абхазия; 30 марта 2011 года — вице-премьер правительства, кандидат экономических наук.

## Биография
Родился 13 октября 1960 года в городе Ткварчели.
С 1968 по 1978 год обучался в Ткварчельской средней школе № 5.
С 1978 по 1983 год обучался на экономическом факультете в Тбилисском государственном университете по окончании которого с 1983 по 1985 годы работал уполномоченным по труду в Ткварчельском Горисполкоме.

### Политическая карьера
В октябре 1985 года назначен секретарём комитета комсомола шахтоуправления «Ткварчельское», а в сентябре 1986 года избран заместителем секретаря комитета парткома шахтоуправления «Ткварчельское».
С 1988 по 1990 год проходил обучение в Бакинской высшей партийной школе.
В ноябре 1991 года стал учредителем Ткварчельского филиала Сухумского коммерческого банка.
В период войны в Абхазии (1992—1993) являлся начальником тыла Восточного фронта.
В октябре 1994 года организовал коммерческий банк «Менатеп—Сухум», в котором являлся председателем правления.
В 1997—2000 годах проходил учёбу в аспирантуре Российской Академии государственной службы при президенте Российской Федерации.
В марте 2002 года избран депутатом Народного собрания Республики Абхазия.
25 февраля 2005 года назначен министром по налогам и сборам Республики Абхазия.
23 апреля 2009 года Указом президента Республики Абхазия УП-87 присвоен классный чин «Государственный советник налоговой службы».
30 марта 2011 года назначен вице-премьером Правительства Республики Абхазия.

## Семья
Женат. Имеет троих детей.